# Цифро-аналоговий перетворювач

Цифровий (червоний) та отриманий з нього аналоговий (сірий) сигнал

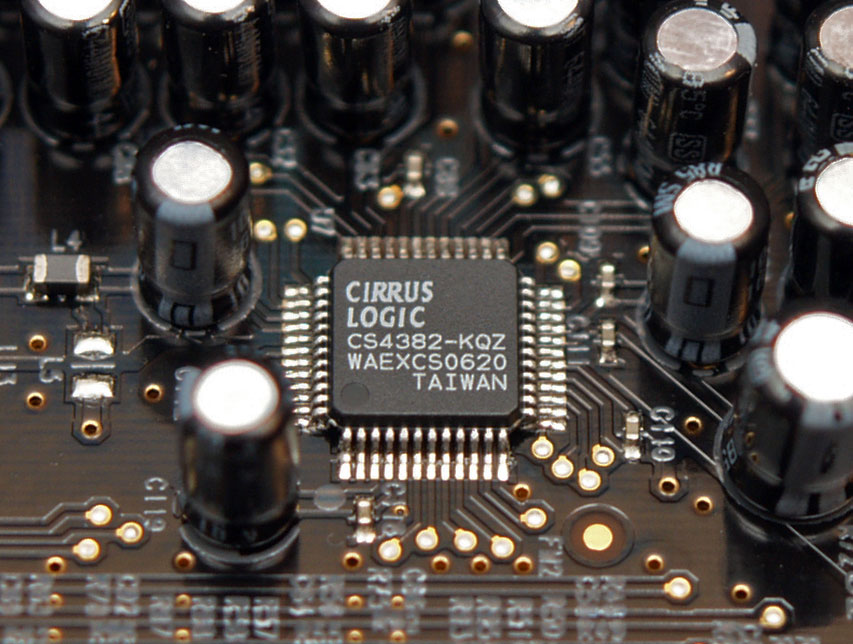
8-канальний ЦАП Cirrus Logic CS4382 у звуковій карті

Ци́фро-ана́логовий перетво́рювач (ЦАП; англ. DAC — Digital-to-Analog Convertor) — електронний пристрій для перетворення цифрового (як правило двійкового) сигналу на аналоговий. Пристрій, що виконує зворотну дію, називається аналогово-цифровим перетворювачем (АЦП).
Як правило ЦАП отримує на вхід цифровий сигнал в імпульсно-кодовій модуляції PCM (англ. pulse-code modulation). Перетворення різних стиснутих форматів в PCM виконується відповідними кодеками.

## Використання
ЦАП використовується завжди, коли необхідно перетворити сигнал з цифрового формату в аналоговий. ЦАП використовується в системах керування технологічними процесами, програвачах CD/DVD, звукових картах ПК.

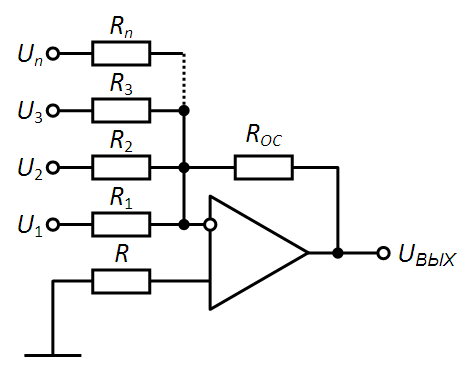
ЦАП на основі аналогового суматора, опори вхідних резисторів R_{1}—R_{n} мають співвідноситись як основа системи числення, для двійкової системи кожен наступний — в 2 рази більший

## Реалізація
У найпростішому випадкові ЦАП може бути реалізований за схемою суматора струмів, наприклад, на основі диференціального підсилювача в інвертуючому ввімкненні, на інверсному вході якого відбувається складання струмів. Зважаючи на те, що при заземленому неінверсному вході операційний підсилювач, охоплений негативним зворотним зв'язком, буде підтримувати нульовий потенціал і на інверсному вході, вхідні струми будуть однозначно визначатись вхідними напругами та опорами вхідних резисторів. Тим часом струм у ланцюзі зворотнього зв'язку визначається вихідною напругою та опором резистора зворотнього зв'язку. Позаяк сума вхідних струмів буде дорівнювати струму зворотнього зв'язку, вихідна напруга буде пропорційною сумі вхідних струмів.